# IQ and the Wealth of Nations
IQ and the Wealth of Nations é um livro controverso, escrito pelo dr. Richard Lynn, professor emérito de psicologia na Universidade de Ulster, Irlanda do Norte, e pelo dr. Tatu Vanhanen, professor emérito de Ciência Política da Universidade de Tampere, Tampere, Finlândia, publicado em 2002. O livro fala sobre as possibilidade da correlação entre PIB per capita nacional e quociente de inteligência nacional médio (QI). Os autores interpretam esta correlação mostrando que o QI é um fator importante que contribui para as diferenças na prosperidade nacional e taxas do crescimento econômico, mas que ele não é o único determinante dessas diferenças. Os dados, a metodologia, e as conclusões foram criticadas. O livro de 2006 IQ and Global Inequality é uma continuação do IQ and the Wealth of Nations. O livro foi citado várias vezes na imprensa popular, nomeadamente no jornal conservador britânico The Times.[carece de fontes] Em razão de Tatu Vanhanen ser o pai de Matti Vanhanen, o primeiro-ministro da Finlândia, seu trabalho recebeu ampla publicidade no país, tendo sido, também, severamente criticado.

## Críticas e Controvérsias
A primeira crítica a este livro é sobre a metodologia utilizada para o livro publicado, a incompletude dos dados e as conclusões tiradas da análise. Houve extrapolações de dados que podem introduzir vieses significativos principalmente por conta de que, os autores não realizaram seus próprios estudos de QI, os autores fizeram a média e ajustaram estudos já existentes além de utilizarem outros métodos para criar estimativas baseadas em países correlatos e não em dados palpáveis.
Então Lynn e Vanhanen coletaram dados de QI de diversas fontes, incluindo estudos de psicologia, testes de QI aplicados em diferentes países e amostras populacionais. Para 104 das 185 países onde não havia dados disponíveis, os autores estimaram os QIs com base em dados de países vizinhos ou em grupos étnicos semelhantes, o que teceu críticas ao livro por não representar as realidades locais específicas e introduzir um viés que apoie a hipótese do livro. Por exemplo, para explicar o efeito Flynn (um aumento nas pontuações de QI ao longo do tempo), os autores ajustaram os resultados de estudos mais antigos para cima em vários pontos.
Além das críticas à metodologia utilizada para escolher as populações descritas no livro, também houve críticas sobre o uso do PIB per capita para análise como principal medida. Simplificar a complexidade econômica e ignorar outros fatores que contribuem para a riqueza e o desenvolvimento de uma nação pode gerar viés.
Ao analisarem a correlação entre QI e riqueza os autores ignoraram outros fatores, como contexto histórico colonial, políticas governamentais, desigualdade social, recursos naturais, infraestrutura, instabilidade política, situação de países em guerra e liberdade econômica, que também desempenham papéis cruciais no desenvolvimento econômico. Estudos econômicos e sociológicos sugerem que o desenvolvimento é multifacetado e não pode ser reduzido apenas ao QI médio de uma população.
O livro foi criticado por promover um ponto de vista biologicamente determinista, sugerindo que diferenças de inteligência entre populações são geneticamente determinadas e influenciam diretamente a capacidade econômica de uma nação. As implicações sociais e éticas das conclusões do livro são preocupantes para muitos. Argumentar que certos grupos étnicos, raciais ou nacionais têm menor capacidade inata pode alimentar preconceitos, estereótipos e desigualdades.
Estudiosos como Susan Barnett e Wendy Williams escreveram que "vemos um edifício construído sobre camada após camada de suposições arbitrárias e manipulação seletiva de dados. Os dados nos quais todo o livro é baseado são de validade questionável e são usados de maneiras que não podem ser justificadas." Eles também escreveram que as comparações entre países são "virtualmente sem sentido." O economista Thomas Nechyba em uma revisão de livro para o Journal of Economic Literature, escreveu que "tais conclusões abrangentes baseadas em evidências estatísticas relativamente fracas e presunções duvidosas parecem equivocadas na melhor das hipóteses e bastante perigosas se levadas a sério. Portanto, é difícil encontrar muito a recomendar neste livro."
Richard E. Nisbett criticou os métodos do estudo por se basearem em amostras pequenas e aleatórias e por ignorarem dados que não corroboram as conclusões do livro. O geógrafo Stephen Morse, da Universidade de Reading, também criticou o livro, argumentando que a hipótese dos autores é fundamentada em "graves falhas". Morse comentou: "O dilema central do caso Lynn e Vanhanen reside na suposição de que os dados nacionais de QI são majoritariamente (não inteiramente) uma função de habilidade inata, gerada, em parte, por fatores genéticos. Há muitas suposições de causa e efeito aqui, e algumas envolvem saltos significativos de fé".
No artigo de 2010, "Uma revisão sistemática da literatura sobre o QI médio de africanos subsaarianos", publicado na revista Intelligence, Jelte M. Wicherts e colegas afirmaram: "Por exemplo, Lynn e Vanhanen (2006) atribuíram um QI nacional de 69 à Nigéria com base em três amostras (Fahrmeier, 1975; Ferron, 1965; Wober, 1969), mas não consideraram outros estudos relevantes que indicaram que o QI médio na Nigéria é consideravelmente maior que 70 (Maqsud, 1980a, b; Nenty & Dinero, 1981; Okunrotifa, 1976). Como Lynn corretamente observou durante a conferência de 2006 da International Society for Intelligence Research (ISIR), realizar uma revisão de literatura envolve fazer muitas escolhas. No entanto, uma desvantagem importante das revisões de literatura de Lynn (e Vanhanen) é que elas são assistemáticas." Lynn e Gerhard Meisenberg responderam que "a avaliação crítica dos estudos apresentados por WDM mostra que muitos deles são baseados em amostras de elite não representativas" e que uma revisão posterior da literatura, incluindo a consideração de resultados em matemática, ciências e leitura, indicou "um QI de 68 como a melhor leitura do QI na África Subsaariana". Wicherts e colegas, em outra resposta, declararam: "À luz de todos os dados de QI disponíveis de mais de 37.000 candidatos africanos subsaarianos, apenas o uso de métodos assistemáticos para excluir a vasta maioria dos dados poderia resultar em um QI médio próximo a 70. Com base em métodos sólidos, o QI médio permanece próximo a 80. Embora esse QI médio seja claramente menor que 100, não o vemos como surpreendente à luz do potencial do efeito Flynn na África e problemas psicométricos comuns associados ao uso de testes de QI ocidentais entre africanos subsaarianos.
Algumas críticas se concentraram no número limitado de estudos nos quais o livro se baseia. Os números de QI são baseados em três estudos para 17 nações, dois estudos para 30 nações e um estudo para 34 nações. Houve testes reais de QI em 81 países dos 185 estudados. Para 104 nações, não houve nenhum estudo de QI e o QI foi estimado com base no QI médio das nações vizinhas. O número limitado de participantes em alguns estudos, bem como dados desatualizados, também foram criticados. Testes de QI com 108 crianças de 9 a 15 anos em Barbados, 50 crianças de 13 a 16 anos na Colômbia, 104 crianças de 5 a 17 anos no Equador, 129 crianças de 6 a 12 anos no Egito e 48 crianças de 10 a 14 anos na Guiné Equatorial foram utilizados como medidas de QI nacional. Denny Borsboom argumentou que a análise de testes convencionais contemporâneos não reflete desenvolvimentos recentes substanciais no campo e "tem uma semelhança estranha com o estado da arte psicométrica da década de 1950". Ele também argumentou que "QI e a Riqueza das Nações" utiliza uma metodologia desatualizada para mostrar que os testes são imparciais, sugerindo que existe viés de teste.
Girma Berhanu, em uma resenha do livro, criticou a principal afirmação dos autores de que as diferenças de inteligência, atribuídas à genética, são responsáveis pela lacuna entre países ricos e pobres. Berhanu criticou o livro por se basear em uma tradição de pesquisa "racista, sexista e anti-humana" e afirmou que "os baixos padrões acadêmicos evidentes no livro o tornam amplamente irrelevante para a ciência moderna".
Mas também houve críticas positivas, como por exemplo a de Edward Miller, um economista que publicou muitos artigos controversos sobre raça e inteligência, deu ao livro avaliações positivas em duas publicações nacionalistas brancas diferentes, o Journal of Social, Political, and Economic Studies e o The Occidental Quarterly. Em 2010, quatro anos após a publicação do primeiro livro, Lynn e Vanhanen publicaram "IQ and Global Inequality", que continha dados e análises adicionais, mas as mesmas conclusões gerais do livro anterior. Discutindo ambos os livros, Earl Hunt escreveu que, embora a metodologia e as conclusões de Lynn e Vanhanen sejam questionáveis, eles merecem crédito por levantar questões importantes sobre comparações internacionais de QI. Hunt afirmou que Lynn e Vanhanen estão corretos ao afirmar que os QIs nacionais se correlacionam fortemente com medidas de bem-estar social, mas são injustificados ao rejeitar a ideia de que os QIs nacionais podem mudar como resultado de uma educação melhorada. Em 27 de julho de 2020, a European Human Behavior and Evolution Association emitiu uma declaração formal se opondo à utilização do conjunto de dados de QI nacional de Lynn, bem como todas as suas formas atualizadas, citando várias críticas à sua metodologia e coleta de dados. Eles concluíram que “quaisquer conclusões tiradas de análises que usam esses dados são, portanto, infundadas, e nenhum trabalho evolucionário confiável deveria usar esses dados”.
Apesar de suas críticas, o livro teve impacto significativo ao provocar debates sobre a relação entre inteligência e desenvolvimento econômico, embora as suas conclusões sejam amplamente contestadas na comunidade acadêmica. Até o momento, o livro foi citado aproximadamente 1.400 vezes em trabalhos acadêmicos e pesquisas, indicando seu impacto e a quantidade de debates que gerou.

## Estimativas de QI nacionais
A lista de países ordenada por quociente de inteligência obtida por Richard Lynn é baseada em diversos estudos já existentes antes da publicação do livro. Contudo, estudos não estavam disponíveis para 104 dos 185 países. Nestes casos, os autores estimaram valores utilizando-se da média obtida por países vizinhos, ou com características semelhantes. Por exemplo, os autores chegaram a um valor de 84 para El Salvador após fazerem a média dos valores de 79 para Guatemala e 88 para Colômbia.
| Rank | País           | QI estimado | Rank | País       | QI estimado | Rank | País                           | QI estimado |
| ---- | -------------- | ----------- | ---- | ---------- | ----------- | ---- | ------------------------------ | ----------- |
| *    | Hong Kong      | 108         | 29   | Rússia     | 96          | 56   | Fiji                           | 84          |
| 1    | Coreia do Sul  | 106         | 30   | Eslováquia | 96          | 57   | Irã                            | 84          |
| 2    | Japão          | 105         | 31   | Uruguai    | 96          | 58   | Ilhas Marshall                 | 84          |
| 3    | Taiwan         | 104         | 32   | Portugal   | 96          | 59   | Porto Rico                     | 84          |
| 4    | Singapura      | 103         | 33   | Eslovénia  | 95          | 60   | Egito                          | 83          |
| 5    | Áustria        | 102         | 34   | Israel     | 94          | 61   | Índia                          | 30          |
| 6    | Alemanha       | 102         | 35   | Roménia    | 94          | 62   | Equador                        | 80          |
| 7    | Itália         | 102         | 36   | Bulgária   | 93          | 63   | Guatemala                      | 79          |
| 8    | Países Baixos  | 102         | 37   | Irlanda    | 93          | 64   | Barbados                       | 78          |
| 9    | Suécia         | 101         | 38   | Grécia     | 92          | 65   | Nepal                          | 78          |
| 12   | Suíça          | 101         | 39   | Malásia    | 92          | 66   | Catar                          | 78          |
| 13   | Bélgica        | 100         | 46   | Indonésia  | 91          | 67   | Zâmbia                         | 77          |
| 14   | China          | 100         | 40   | Líbia      | 91          | 68   | Congo                          | 73          |
| 15   | Nova Zelândia  | 100         | 41   | Peru       | 90          | 69   | Uganda                         | 73          |
| 16   | Reino Unido    | 100         | 42   | Turquia    | 90          | 70   | Jamaica                        | 72          |
| 17   | Hungria        | 99          | 43   | Colômbia   | 88          | 71   | Quénia                         | 72          |
| 18   | Polónia        | 99          | 44   | Brasil     | 88          | 72   | África do Sul                  | 72          |
| 18   | Espanha        | 99          | 45   | Suriname   | 89          | 73   | Sudão                          | 72          |
| 19   | Austrália      | 98          | 47   | Tailândia  | 87          | 74   | Tanzânia                       | 72          |
| 20   | Dinamarca      | 98          | 48   | Iraque     | 87          | 75   | Gana                           | 71          |
| 21   | França         | 98          | 49   | México     | 87          | 76   | Nigéria                        | 67          |
| 22   | Mongólia       | 98          | 50   | Samoa      | 87          | 77   | Guiné                          | 66          |
| 23   | Estados Unidos | 98          | 51   | Tonga      | 87          | 78   | Zimbabwe                       | 66          |
| 24   | Canadá         | 97          | 52   | Líbano     | 86          | 79   | República Democrática do Congo | 65          |
| 25   | Chéquia        | 97          | 53   | Filipinas  | 86          | 80   | Serra Leoa                     | 64          |
| 26   | Finlândia      | 97          | 54   | Cuba       | 85          | 81   | Etiópia                        | 63          |
| 28   | Argentina      | 96          | 55   | Marrocos   | 85          | 82   | Guiné Equatorial               | 59          |

## Referências

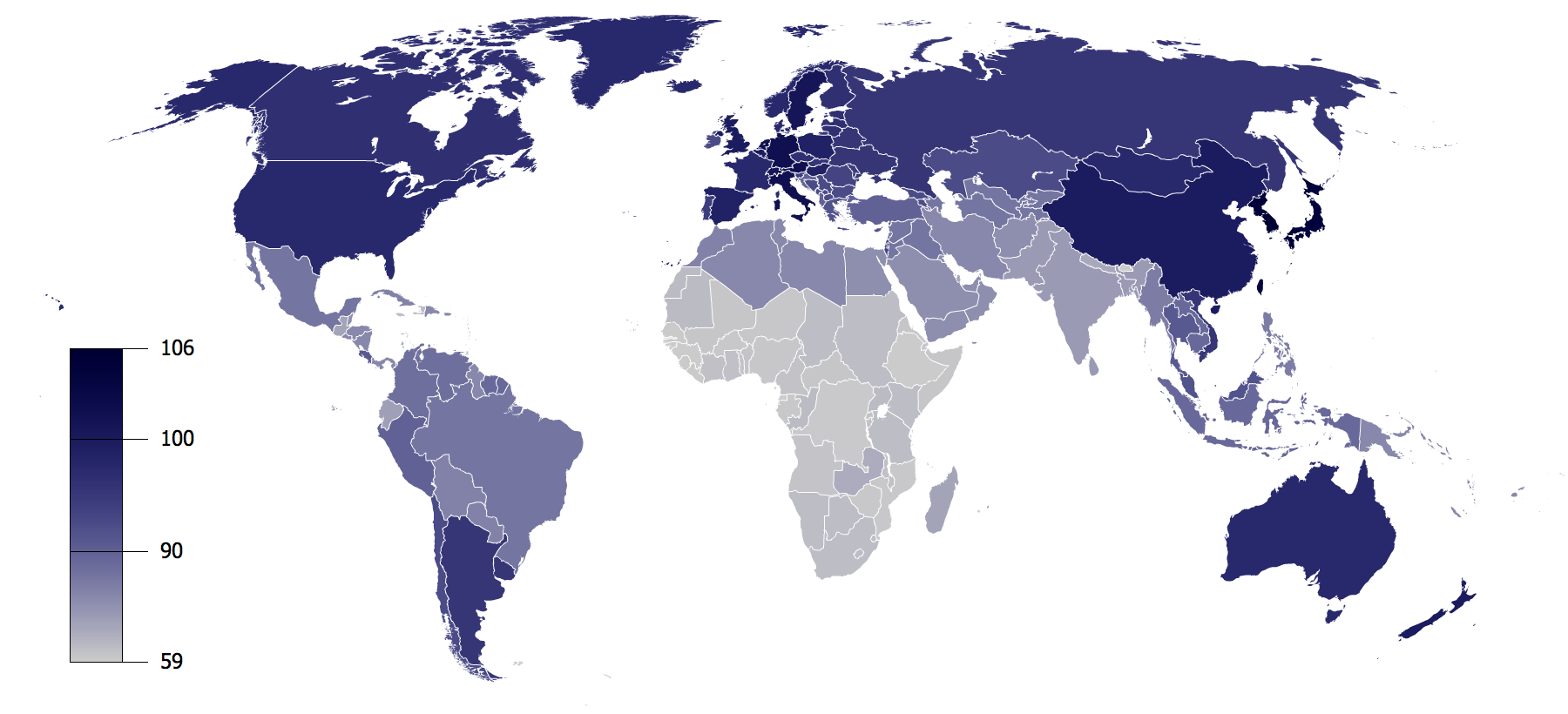
Quocientes intelectuais nacionais como um resultado de testes de inteligência, segundo os autores do livro.